# زن فرودگاه فرانکفورت
زن فرودگاه فرانکفورت مجموعه‌داستانی از منیرو روانی‌پور است.
چاپ نخست این کتاب در پاییز ۱۳۸۰ به‌همت نشر قصه در تهران منتشر شده‌ است و ۱۴۰ صفحه دارد.
خانم روانی‌پور در این مجموعه از سبک‌های متفاوتی از جمله رئالیسم، رئالیسم جادویی و سوررئالیسم استفاده می‌کند و در بعضی از داستان‌های رئالیستی مدرن آن به افرادی اهل‌قلم، خود-تبعیدگر یا پناهنده می‌پردازد.

## داستان‌ها
این مجموعه شامل ۱۴ داستان است:
- کافه‌چی
- ماریا
- زن فرودگاه فرانکفورت
- مانا
- فروپاشی
- دریاچه
- دیدار
- کشتی‌شکستگان
- دلدادگان نامی ندارند
- میو
- سه زن
- گل‌های ماگنولیا
- ملاقات ویژه
- در غربت